# Petrus Kaikewalde
Petrus Kaikewalde, död efter 1225, var en finländsk präst. 
Han var en finländare som levde i Estland vid tiden för dess erövring av tyska orden, och konverterade då till kristendomen cirka 1210. Han räknas som den första finländske prästen. Han deltog sedan i missionen i Estland 1215-1225. 